# Jリーグ実況ウイニングイレブン3
Jリーグ 実況ウイニングイレブン3は、コナミより発売されたPlayStation用サッカーゲーム。
本作ではジョン・カビラが実況者に起用された。